# Carthage (Arkansas)
Carthage – miasto w Stanach Zjednoczonych, w stanie Arkansas, w hrabstwie Dallas.